# 神戸市立長田南小学校
神戸市立長田南小学校（こうべしりつ ながたみなみしょうがっこう）は、兵庫県神戸市長田区神楽町一丁目にある公立小学校。
統合により1998年に誕生した新設校である。

## 沿革
- 1998年（平成10年） - 神戸市立神楽小学校と神戸市立志里池小学校が統合して開校。

## 校区
- 神戸市長田区[1]
  - 梅ヶ香町1丁目・2丁目（3～11号）、大橋町1 - 2丁目、大道通1 - 4丁目（中央幹線以南）・5丁目、神楽町1 - 6丁目、苅藻通1丁目、川西通1 - 5丁目、北町2 - 3丁目、菅原通5 - 7丁目、西尻池町1 - 2丁目、東尻池町1 - 2丁目、細田町1 - 7丁目、真野町、御蔵通5 - 7丁目、若松町1 - 2丁目

## 校区周辺
- 神戸市 長田区役所
- 神戸市立長田中学校（進学先中学校）
- 新湊川
- 神戸女子洋裁専門学校

## 交通アクセス
- 西日本旅客鉄道（JR西日本）・神戸市営地下鉄 新長田駅から東へ900m。
- 神戸高速鉄道高速長田駅から南西へ900m。
- 神戸市バス（3・95・96系統）御蔵菅原バス停から西へ500m。

## 通学区域が隣接している学校
- 神戸市立真野小学校
- 神戸市立真陽小学校
- 神戸市立蓮池小学校
- 神戸市立池田小学校
- 神戸市立宮川小学校
- 神戸市立御蔵小学校
- 神戸市立明親小学校